# Kondé (Bénin)
Pour les articles homonymes, voir Kondé (homonymie).
Komdè est l'un des six arrondissements de la commune de Ouaké dans le département de la Donga au Bénin.

## Géographie
Kondé est situé au centre-ouest du Bénin et compte 6 villages que sont Akoussite, Assode, Adjede, Kom'de, Wekete et Yamsale.

## Démographie
Selon le recensement de la population de 2013 conduit par l'Institut national de la statistique et de l'analyse économique (INSAE), Kondé compte 8 138 habitants  .